# Turma
Turma (mv: turmae) was in de Romeinse oudheid de benaming van een eenheid van een cavalerie-regiment (ala), vergelijkbaar met een hedendaags peloton. Het Latijnse "turma" betekent "zwerm".
Aan het hoofd van een turma stond de decurio; een officier met Romeins burgerrecht. Na 25 dienstjaren kregen de cavaleristen als beloning voor hun trouw het Romeinse burgerrecht. Een Romeins legioen had standaard 4 turmae. De cavalerie van de hulptroepen bestond meestal uit 16 turmae van 32 man: deze werd ala quinquagenaria genoemd. Sommige alae waren twee keer zo groot: de ala milliaria met ongeveer 1000 ruiters, verdeeld in 24 turmae van 42 man.